# 광일초등학교 (부산)
광일초등학교(光一初等學校)는 대한민국 부산광역시 중구에 있는 공립 초등학교이다.

## 학교 연혁
- 1998년 9월 1일: 남일초등학교, 동광초등학교 통합 개교
- 2001년 5월 25일: 새 학교 입교
- 2012년 5월 4일: 개교 100주년 기념운동회
- 2012년 6월 27일: 영어도서관 개관
- 2013년 2월 27일: 실내골프연습실, 스마트교실 구축
- 2016년 3월 7일: 병설유치원 개원

## 참고 자료
- 광일초등학교 - 한국교육학술정보원 학교알리미